# Strobilanthes reticulatus
Strobilanthes reticulatus är en akantusväxtart som beskrevs av Otto Stapf. Strobilanthes reticulatus ingår i släktet Strobilanthes och familjen akantusväxter. Inga underarter finns listade i Catalogue of Life.